# Parc d'État des Davis Mountains
Le parc d'État des Davis Mountains (en anglais : Davis Mountains State Park) est une aire protégée américaine située dans le comté de Jeff Davis, au Texas. Il a été créé dans les années 1930.